# أحمد عكاشة
الأستاذ الدكتور أحمد محمود عكاشة (1935- ) عالم مصري، ورئيس الجمعية المصرية للطب النفسي ورئيس سابق للجمعية العالمية للطب النفسي (2002- 2005) وأستاذ الطب النفسي، كلية الطب، جامعة عين شمس وعضو المجلس التنفيذي لليونسكو وعضو مجلس امناء مدينة زويل للعلوم والتكنولوجيا.
ألف 47 كتابا باللغة العربية والإنجليزية منهم أربعة مراجع في الطب النفسي وعلم النفس الفسيولوجي، كما نشر 342 بحثا علميا في المجلات العلمية العالمية والمحلية. وعضو في لجان علمية عديدة وحاصل علي الزمالة من ادنبره بلندن.
نال جائزة الدولة التقديرية في الإبداع العلمي من أكاديمية البحث العلمي عام 2000، وجائزة الدولة التقديرية في العلوم الطبية عام 2008، وجائزة مبارك للعلوم الطبية عام 2010، ووسام العلوم والفنون من الطبقة الاولي عام 2013.
عين الأستاذ الدكتور أحمد عكاشة ضمن المجلس الرئاسي الاستشاري للعلماء عام 2014 و اختص بلمف الصحة النفسية والتوافق المجتمعي.

## نشأته
ولد أحمد عكاشة في القاهرة عام 1935م في أسرة سياسية عسكرية حيث كان والده هو محمود باشا عكاشة مديرا عاما لسلاح حرس الحدود وحاكما للصحراء الغربية، و أخوه هو ثروت عكاشة أحد الضباط الأحرار الذين ساهموا في ثورة 23 يوليو 1952 م والذي شغل منصبي وزير ثقافة ونائب رئيس الوزراء. وكان أحمد باشا ماهر[ ؟ ] وعلي باشا ماهر[ ؟ ] اللّذان شغلا منصب رئيس وزراء مصر إبني خالة والدته.
 كانت طبيعته تميل إلى دراسة أحوال البشر واتجه ميوله إِلى دراسة علم النفس، حصل على بكالريوس الطب والجراحة من جامعة عين شمس عام 1957م ثم سافر في بعثة دراسية إلى إنجلترا عام 1959م ثم عاد إلى مصر وكان أول من أدخل قسم الأمراض النفسية في كليات الطب في مصر عام 1964م، وتولى رئاسة القسم من عام 1965 حتى عام 1975م.

## من كتبه
- آفاق في الإبداع الفني: رؤية نفسية
- فرويد (حياته وتحليله النفسي)
- المكتبة الطبية: أشياء تعذبني
- ثقوب في الضمير: نظرة على أحوالنا
- علم النفس الفسيولوجي
- الطب النفسي المعاصر
- تشريح الشخصية المصرية

## أقارب
- أخو ثروت عكاشة, وزير ثقافة مصري سابق، ونائب رئيس وزراء سابق.
- قريب أسامة أنور عكاشة, كاتب يساري مصري.
- ابن من أبناء عائلة عكاشه التي يرجع نسبها إلى الصحابي الجليل عكاشه بن محصن

## وصلات خارجية
- الموقع الرسمي للدكتور أحمد عكاشة علي الانترنت
- صفحة الدكتور أحمد عكاشة علي فيس بوك  على فيسبوك.